# Murtala Mohammed
Murtala Muhammed (8 de noviembre de 1938-13 de febrero de 1976) fue un militar nigeriano y el cuarto presidente de la historia de ese país, desde el 29 de julio de 1975 hasta su asesinato el 13 de febrero de 1976. 
Recibió el poder tras el golpe de Estado que derrocó a su predecesor, Yakubu Gowon, y murió durante un fallido intento de golpe de Estado.

## Biografía

### Juventud
Murtala Muhammed nació el 8 de noviembre de 1938 en Kano, Nigeria. Fue uno de los once hijos de Risqua Muhammed y Uwani Rahamat. Recibió su educación en las escuelas primarias de Cikin Gida y Gidan Makama. Más tarde asistió y estudió en la famosa Government College (actualmente Barewa College) en Zaria, donde obtuvo su diploma en 1957.

### Carrera militar
Murtala Muhammed entró en el ejército en 1968, y asistió como cadete a la Real Academia Militar de Sandhurst en Inglaterra. Tras su entrenamiento, fue ascendido a subteniente en 1961 y más tarde asignado al Cuerpo de transmisiones del ejército de Nigeria ese mismo año.
En 1961 fue nombrado ayudante de campo de Moses Majekodunmi, administrador federal de la región occidental de Nigeria.
En 1963, se convirtió en el oficial a cargo de la Primera Brigada de transmisiones en Kaduna. Ese año se trasladó al Royal Corps of Signals en Catterick Garrison, Inglaterra, para asistir a un curso sobre técnicas avanzadas de telecomunicaciones.
A su regreso a Nigeria en 1964, fue ascendido a comandante principal y nombrado comandante del 1.er Escuadrón de transmisiones en Apapa, Lagos.
En noviembre de 1965, fue nombrado jefe de Transmisiones del Ejército.
En enero de 1966, fue ascendido a teniente coronel y fue el inspector de transmisiones en Lagos.
Al comienzo de la guerra civil de Nigeria, dirigió la recientemente creada Segunda División de Infantería, en la que se convirtió en el primer oficial general al mando en agosto de 1967. En marzo de 1968, fue trasladado a Lagos y fue nombrado Inspector de transmisiones. En abril de 1968 fue promovido a coronel.
Entre 1970 y 1971, asistió al Joint Service Staff College en Inglaterra. Después de la guerra, fue ascendido a general de brigada en octubre de 1971. El 7 de agosto de 1974, el jefe de Estado, el general Yakubu Gowon, lo nombró nuevo comisionado federal para comunicaciones, que combinó con sus deberes militares como inspector de transmisiones en el cuartel general en Apapa, Lagos.
El 29 de julio de 1975, el general Yakubu Gowon fue derrocado mientras asistía a la 12.ª cumbre de la Organización de la Unidad Africana (OUA) celebrada Kampala, Uganda, que en aquel entonces era gobernada por Idi Amín. Muhammed tomó el poder como el nuevo jefe de Estado Militar. 
El 3 de febrero de 1976, el Gobierno Militar de Murtala Mohammed creó nuevos estados y renombró otros, también puso en marcha planes para construir un nuevo Territorio de la Capital Federal debido a la superpoblación de Lagos. Los estados que creó incluyen: Bauchi, Benue, Borno, Imo, Níger, Ogun y Ondo. Esto elevó el número total de estados en Nigeria a diecinueve en 1976.
El viernes 13 de febrero de 1976, Muhammed fue asesinado por un grupo de soldados, en un intento fallido de golpe de Estado orquestado por el teniente coronel Buka Suka Dimka. Tras su muerte, fue sucedido por Olusegun Obasanjo, quien gobernará bajo la junta militar hasta 1979, cuando decide celebrar las primeras elecciones democráticas, poniendo fin a la dictadura militar que llevaba gobernando el país desde 1966.